# Kurt Koffka
Kurt Koffka (Berlino, 18 marzo 1886 – Northampton, 22 novembre 1941) è stato uno psicologo tedesco, esponente della psicologia gestaltistica.

## Biografia
Nel 1909 ottenne il dottorato dall'Università di Berlino. Assieme a Wolfgang Köhler divenne assistente all'Università di Francoforte, dove collaborò con Max Wertheimer.
Dal 1911 al 1927 insegnò all'Università di Giessen, dove scrisse La crescita della mente: un'introduzione alla psicologia infantile (1921). Nel 1922 introdusse il programma della psicologia gestaltistica negli Stati Uniti con un articolo nel Psychological Bulletin. Dal 1927 in poi insegnò negli USA presso lo Smith College dove pubblicò Principles of Gestalt Psychology (1935).

## Opere
- 1924: The Growth of the Mind
- 1935: Principles of Gestalt Psychology (trad. italiana: Principi di psicologia della forma, Torino, Bollati Boringhieri 1970)